# Synecta muda
Synecta muda är en fjärilsart som beskrevs av Paul Dognin 1893. Synecta muda ingår i släktet Synecta och familjen mätare. Inga underarter finns listade i Catalogue of Life.